# Utopia (Tommaso Moro)

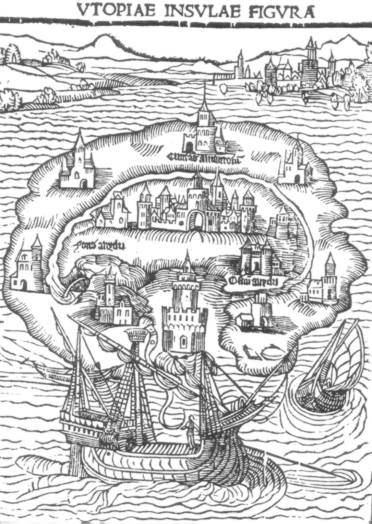
L'isola di Utopia. Xilografia dalla prima edizione dell'opera omonima, Lovanio 1516.

Utopìa (il titolo originale in latino è Libellus vere aureus, nec minus salutaris quam festivus de optimo rei publicae statu, deque nova insula Utopia) è un romanzo dell'umanista inglese Thomas More (italianizzato Tommaso Moro) pubblicato in latino nel 1516.

## Genesi dell'opera
Per la scrittura di questo romanzo, in cui è descritto il viaggio immaginario di Raffaele Itlodeo (Raphael Hythlodaeus nell'originale) in una fittizia isola-repubblica, abitata da una società ideale, Tommaso Moro si è particolarmente ispirato all'opera La Repubblica del filosofo greco Platone, anch'essa scritta in forma dialogica. In Utopia, come nell'opera sopracitata, si ha il progetto di una nazione ideale e vengono trattati argomenti come la filosofia, la politica, il comunitarismo, l'economia, l'etica e, più specificatamente, l'etica medica. 
Ciò che inizialmente ispirò Thomas More alla stesura di Utopia fu, probabilmente, la traduzione dal greco al latino di alcuni scritti di Luciano che egli operò congiuntamente con Erasmo da Rotterdam, in particolare di un dialogo in cui Menippo, un drammaturgo greco, scende negli Inferi e racconta il suo viaggio. L'opera ricalca pure lo schema dell'opuscolo Il volto della luna dei Moralia di Plutarco.
Utopia esprime il sogno rinascimentale di una società pacifica dove è la cultura a dominare e a regolare la vita degli uomini.
Giunto alla quarta edizione nel 1519, il romanzo venne poi tradotto in tedesco da Claudio Cantiuncula (1524), in fiorentino da Ortensio Lando (1548), in francese da Jean Le Blond (1550) e solo nel 1551 in inglese (da Ralph Robinson).

## Titolo
Il titolo dell'opera è un neologismo coniato da Moro stesso e presenta un'ambiguità di fondo: "Utopia", infatti, può essere intesa come la latinizzazione dal greco sia di Εὐτοπεία (parola composta dal prefisso greco εὐ-, 'bene', e τóπος, tópos, 'luogo', seguito dal suffisso -είᾱ, quindi ottimo luogo) sia di Οὐτοπεία (se si considera la U iniziale come la contrazione del greco οὔ, 'non', con il significato di non luogo, luogo inesistente o immaginario).
Tuttavia, è molto probabile che quest'ambiguità fosse nelle intenzioni di Moro e che quindi il significato più corretto del neologismo sia la congiunzione delle due accezioni, ovvero "l'ottimo luogo (non è) in alcun luogo", che è divenuto anche il significato moderno del termine utopia. Effettivamente, l'opera narra di un'isola ideale (l'ottimo luogo), pur mettendone in risalto il fatto che esso non possa esistere davvero (nessun luogo).
A conferma dell'irrealizzabilità di Utopia, Moro utilizza nomi come:
- Itlodeo (raccontatore di bugie) per il protagonista;
- Ademo (senza popolo) per il governante di Utopia;
- Amauroto (città nascosta) per la capitale;
- Anidro (senz'acqua) per il fiume di Utopia.

## Trama generale
Utopia è un'opera suddivisa in due libri. Nella prima parte, Moro presenta l'Inghilterra del XV secolo.
Nella seconda parte, invece, avviene la narrazione del viaggio che Raffaele Itlodeo, viaggiatore-filosofo, compie per primo nell'isola di Utopia, una societas perfecta, creata dal suo primo re, Utopo, che con un'opera titanica tagliò l'istmo che la congiungeva con il continente. 
Utopia è divisa in 54 città (che rimandano alle 54 contee inglesi), tra le quali la capitale Amauroto. Utopia, a differenza dell'Inghilterra, ha saputo risolvere i suoi contrasti sociali, grazie ad un innovativo sistema di organizzazione politica: la proprietà privata è abolita, i beni sono in comune, il commercio è pressoché inutile, tutto il popolo inoltre è impegnato a lavorare la terra circa sei ore al giorno, fornendo all'isola tutti i beni necessari. Il resto del tempo deve essere dedicato allo studio e al riposo. In questo modo, la comunità di Utopia può sviluppare la propria cultura e vivere in maniera pacifica e tranquilla.
L'isola è governata da un principe che ha il potere di coordinare le varie istituzioni e di rappresentare il suo popolo. Il governo è affidato a magistrati eletti dai rappresentanti di ogni famiglia, mentre vige il principio (rivoluzionario per l'epoca) della libertà di parola e di pensiero e soprattutto della tolleranza religiosa, che tuttavia si esprime solo verso i credenti: gli atei non sono puniti, ma sono circondati dal disprezzo degli abitanti di Utopia e sono loro precluse le cariche pubbliche.
L'isola si basa su una struttura agricola ed è proprio l'agricoltura a fornire i beni utili per industrie, artigianato, ecc. Si produce solo per il consumo e non per il mercato. Oro e argento sono considerati privi di valore e i cittadini non possiedono denaro ma si servono dei magazzini generali secondo le necessità. La città è pianificata in modo tale che tutti gli edifici siano costruiti in egual modo. Esiste la schiavitù per chi commette dei reati. Anche il numero dei figli è stabilito in modo tale che rimanga lo stesso numero di persone. I figli sono accuditi e allevati in sale comuni e sono le stesse madri a occuparsene. Gli utopiani trascorrono il loro tempo libero leggendo classici e occupandosi di musica, astronomia e geometria.

## Mappa dell'isola

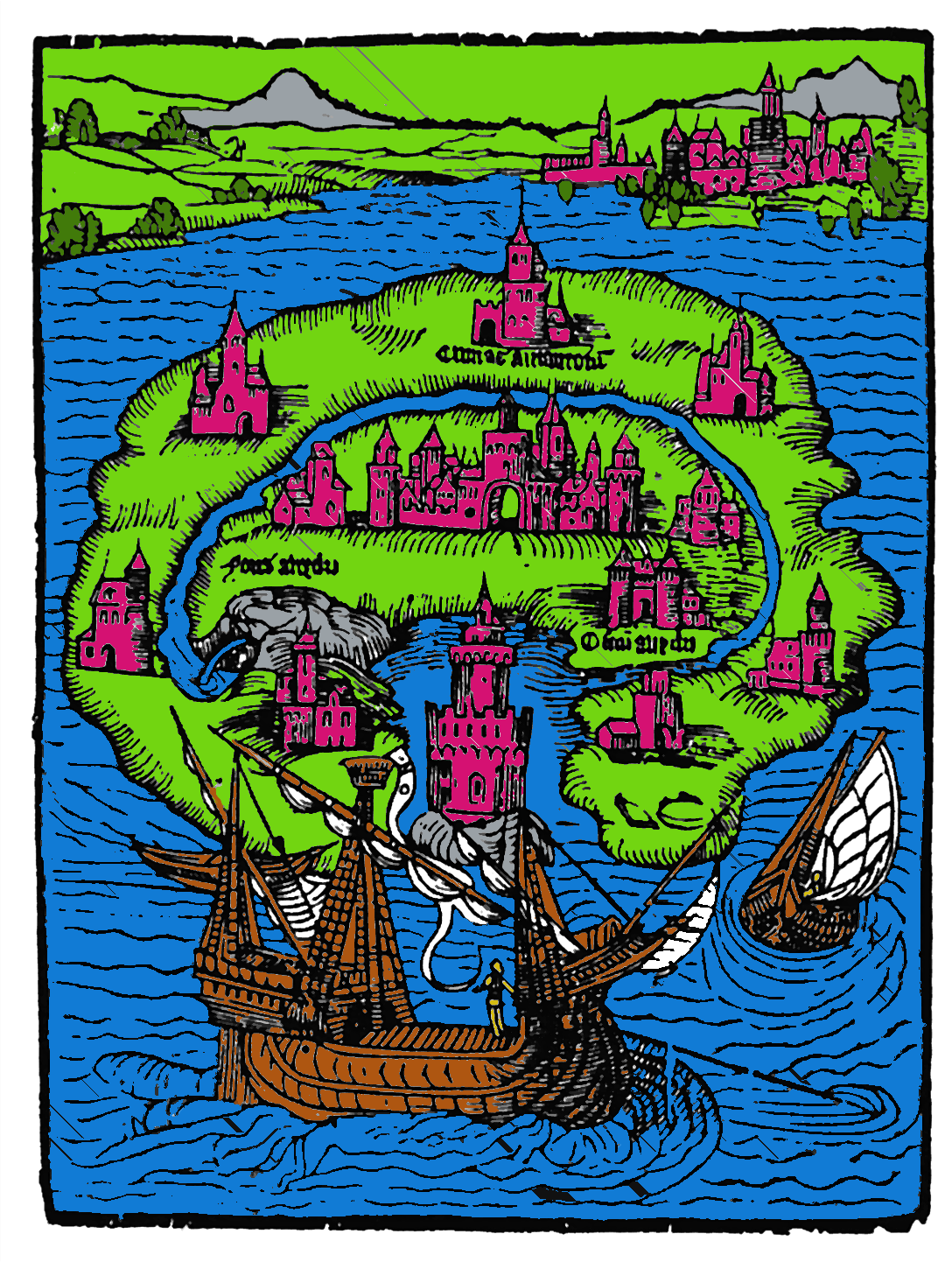
"Utopiae insulae tabula", Ambrosius Holbein (1494-1519).

La prima edizione del romanzo conteneva una mappa chiamata "Utopiae insulae tabula" incisa nel legno dall'artista Ambrosius Holbein (1494-1519).
Holbein, in accordo con Moro, concepì il perimetro dell'isola in modo da farlo apparire a forma di luna crescente, le cui estremità dovevano misurare circa duecento miglia nel punto più largo. Tra le due estremità vi è uno stretto di circa undici miglia di diametro in cui penetra l'acqua del mare andandosi ad allargare in una specie di grande lago che, al riparo dai venti, è sempre calmo e va a formare una laguna stagnante; questo lo rende un ottimo porto naturale che consente agli isolani un facile e diretto scambio commerciale tra loro. L'accesso a questo porto è reso pericoloso da secche e scogli situati a fior d'acqua che svolgono il ruolo di protezione naturale. Al centro del lago si trova una grande roccia sopra cui è stata costruita una torre dove risiede una guarnigione di soldati. Anche nelle altre parti dell'isola vi sono porti naturali, ma talmente ben difesi che facilmente pochi assediati potrebbero respingere un gran numero di nemici.
Come afferma Moro, essendo le città identiche tra loro, basta descriverne una per poterle descrivere tutte, dunque prosegue con la descrizione della capitale dell'isola che è chiamata Amauroto ed è la città più rispettata perché vi è il senato. Questa città ha un perimetro quadrato e si estende dalla cima di una collina fino al fiume Anidro, le cui sponde sono collegate da un ponte formato da archi di pietra che permettono il passaggio alle navi. Vi è anche un altro fiume che nasce sulla stessa collina da cui si erge la città e si getta nell'Anidro. La sua fonte è cinta da fortificazioni poiché è situata al di fuori delle mura e vi è il rischio che, in caso di assalto, i nemici possano bloccarla o avvelenarne le acque che, per mezzo di canali in terracotta, giungono fino alle parti inferiori della città. 
Esternamente la città è circondata da mura massicce e per tre lati del perimetro vi è un fossato asciutto, ma reso inagevole da siepi spinose, mentre il quarto lato è costeggiato dal fiume. 
La volontà di Moro di presentare l'opera come veritiera è visibile nella precisione estrema dei dettagli, come l'accurata descrizione della capitale.  Gli indizi sulla non veridicità dell'opera sono contenuti nei giochi di parole dei nomi derivati dal greco: ciò indica la volontà di Moro di restringere il pubblico a cui è indirizzata l'opera. La scelta di utilizzare il latino, però, rende il lavoro accessibile ai lettori di tutta Europa. Per questo è possibile affermare che Moro stabilisce una gerarchia di lettori:
- Coloro che comprendono il latino, ma non conoscono necessariamente il greco.

- Il numero ridotto delle persone che, in possesso di un'elevata educazione, possono comprendere i giochi di parole utilizzati dallo scrittore.

## Primo libro
All'interno del primo libro si trova la critica che Tommaso Moro porta avanti contro l'Inghilterra del XV secolo elencandone i difetti e le contraddizioni, soprattutto sociali ed economiche. Si apre con la lettera che Moro indirizza a Pieter Gillis (1486-1533), maggiormente conosciuto con il suo nome anglicizzato Peter Giles o latinizzato Petrus Ægidius, umanista, prestigioso letterato e funzionario di Anversa. Successivamente alla lettera, Moro racconta che Enrico VIII, a seguito di una controversia con Carlo, principe di Castiglia, lo inviò come ambasciatore assieme al dotto umanista Cuthberth Tunstall (1474-1559). Per ragioni di affari, però, Moro si dovette recare ad Anversa dove conobbe Gilles, il quale gli presentò il viaggiatore Raffaele Itlodeo. Durante tutto l'arco del primo libro Moro affronta temi estremamente delicati, come la pena di morte e la proprietà privata.

### Lettera a Pieter Gilles
Moro conobbe Gilles nel 1515 mentre lui ed Erasmo da Rotterdam si trovavano in un'ambasciata dei Paesi Bassi. La lettera svolge la funzione di presentare l'intera opera come la ricostruzione della conversazione tra Moro, Gilles e Raffaele Itlodeo; viene anche citato il segretario e precettore dei figli di Moro, chiamato John Clement (1500-1572), con la funzione di essere un altro testimone della conversazione. 
All'interno di questa lettera Moro si dipinge come un uomo politicamente occupato, ma nonostante questo, come Gilles, devoto alla famiglia e agli amici. Questa informazione, mette in evidenza le differenze tra Gilles, Moro e Raffaele Itlodeo, l'uomo che rinunciò agli affetti per rimanere fedele al suo senso del dovere pubblico. 
Moro scrive all'amico innanzitutto per scusarsi se è stato costretto a procedere alla stesura del romanzo con lentezza, a causa dei suoi numerosi impegni, ma soprattutto, per chiedergli di fare le dovute correzioni in caso avesse dimenticato qualcosa.

### Pena di morte
Attraverso il racconto di Raffaele Itlodeo, Moro presenta una tematica controversa riguardante l'Inghilterra del Cinquecento, ovvero la pena di morte per furto. Il discorso si apre con il racconto del viaggiatore, il quale, seduto alla tavola del cardinale John Morton, risponde alla lode verso la pena di morte riservata ai ladri fatta da un laico seduto vicino a lui. Secondo Raffaele vi è un ideale errato dietro questa legge, poiché non solo il furto è un reato troppo poco grave per essere punito con la morte, ma spesso i ladri sono coloro che non hanno nessun mezzo di sussistenza e dunque sono costretti a rubare. Per questo, invece di punirli, sarebbe più giusto provvedere affinché essi abbiano i mezzi per guadagnarsi da vivere (la pena di morte in Inghilterra fu abolita nel 1998, mentre l'ultima esecuzione per furto avvenne il 13 agosto del 1836).
Raffaele continua la sua invettiva facendo esempi delle motivazioni che possono spingere un uomo a rubare:
- Chi torna menomato da una guerra, riferendosi in particolar modo alla rivolta di Cornovaglia, guidata da Lord Audley e soffocata a Blackheat nel 1497.
- Coloro che, come gli affittuari agricoli,  vengono allontanati per malattia o perché il padrone di casa muore e gli eredi non possono permettersi i servitori del padre, non hanno altra scelta che quella di rubare, poiché dopo un lungo periodo di vagabondaggio nessun nobile li vorrà più al loro proprio servizio e allo stesso tempo nessun contadino li vedrà in grado di guadagnarsi da vivere zappando la terra.
- A causa della forte speculazione sulla produzione della lana, materiale prezioso e ricercato, i nobili sottraggono i terreni agricoli per adibirli al pascolo, così i contadini vengono cacciati dai loro poderi e costretti a vagabondare. A causa dell'aumento dei prezzi della lana, inoltre, coloro che la lavorano per farne dei vestiti non possono più permettersela.
- I nobili abbienti, preferendo guadagnare quanto più possibile, preferiscono approfittare del rincaro della lana, dedicando i propri averi agli ovili e nei pascoli, non allevando più altro bestiame al di fuori delle pecore; in questo modo vi è un calo dell'offerta per una domanda sempre maggiore, il che porta a un netto aumento dei prezzi anche delle carni.

La risposta presentata dal racconto di Itlodeo è quella di non permettere ai nobili di comprare tutte le terre monopolizzando il mercato, permettendo così ai contadini di continuare a coltivare le terre, e di stabilire un limite massimo di averi che ciascuno può accumulare. Per quanto riguarda la pena per furto, vede necessaria una punizione che non colpisca soltanto il colpevole, ma porti giovamento alla società, facendo l'esempio della Persia. In Persia, infatti, il ladro deve risarcire la somma sottratta direttamente alla vittima e non al principe, come invece avviene in altri paesi. In caso il ladro non riesca a restituirla, è costretto a renderla di tasca propria e viene condannato ai lavori forzati; se il furto commesso non è grave, il ladro, libero dalle catene, deve lavorare per il servizio pubblico. Questa è considerata una pena giusta, poiché se non fosse per l'obbligo di lavorare, la loro vita non sarebbe dura, poiché è la società a fornir loro vitto e alloggio, dato che è essa a beneficiare dei loro servigi. 
La critica di Moro alla pena di morte per furto è vicina all'ideale umanista secondo cui tutti i beni del mondo non equivalgono alla vita umana.

### Critica alla proprietà privata
Ancora una volta Moro presenta un'asperrima critica portata avanti da Itlodeo, il quale ritiene che nessuna Repubblica può essere ben governata dal momento in cui esiste la proprietà privata. La società, per funzionare al meglio, deve basarsi su principi di uguaglianza e di giustizia, caratteristiche che vengono a mancare nel momento in cui pochi cittadini vivono nel lusso e nell'agiatezza e molti, ridotti alla fame, sono costretti a lavorare duramente dalla mattina alla sera per pochi soldi. 
Quest'ultima critica caratterizza il finale del primo libro.

## Secondo libro
Il secondo libro descrive l'isola di Utopia, presentando la geografia del luogo, la politica, l'economia, la società, i rapporti sociali e le sue religioni. Le caratteristiche di Utopia sono poste in contrasto con quelle dell'Inghilterra degli anni di Moro: non a caso lo scrittore ha inserito nel primo libro gli aspetti negativi della sua nazione per poi narrare di questa società perfetta. 

### Politica
Per quanto riguarda la politica, gli utopiani si affidano a un sistema basato sulle città: tutti gli anni un gruppo di 30 famiglie elegge un magistrato chiamato filarca, che in passato veniva chiamato sifogrante. Dieci filarchi con le loro trecento famiglie sono soggetti ad un magistrato che in precedenza, come spiega Itlodeo, veniva chiamato traninboro, ma successivamente è stato nominato protofilarca. Per quanto riguarda le elezioni del magistrato supremo, ogni città viene divisa in quattro zone ed in ogni zona viene scelto un aspirante da portare a consiglio. Tutti i sifogranti (duecento), dopo aver giurato che la loro scelta ricadrà su chi ritengono migliore, scelgono a suffragio segreto tra i candidati elencati dal popolo. La carica di magistrato supremo è valida per tutta la vita, a meno che l'eletto non sia sospettato di aspirare alla tirannia: in tal caso viene deposto. I traninbori vengono nominati ogni anno, ma non vengono cambiati se non vi sono buoni motivi per farlo; essi si riuniscono in consiglio con il magistrato supremo ogni tre giorni o più spesso se lo ritengono necessario.
Ogni cosa che riguarda l'interesse pubblico non può essere confermata o rettificata se non è stata prima discussa per almeno tre giorni all'interno del consiglio; inoltre, è proibito discuterne al di fuori del luogo e del tempo stabiliti per la riunione. Questa regola venne applicata per fare in modo che il magistrato supremo e i traninbori non cospirassero per opprimere il popolo con la tirannide: infatti, le questioni di grande importanza vengono esposte ai sifogranti, i quali sono incaricati di metterne a conoscenza le famiglie e solo dopo essersi consultati con loro esprimono la propria opinione. 

### Mestieri
Generalmente ogni cittadino è in grado di dedicarsi all'agricoltura, ma oltre a ciò, ciascuno ha il compito di specializzarsi in un'altra attività che può essere la lavorazione della lana e del lino (solitamente vi si dedicano le donne), muratori, fabbri o falegnami; non vi sono altri mestieri poiché il lavoro deve soddisfare le esigenze dei cittadini, non il lusso. Solitamente i figli imparano il mestiere del padre, ma se qualcuno esprime il desiderio di apprendere un mestiere diverso da quello paterno, può essere accolto da un'altra famiglia in cui si svolge tale impiego.
I sifogranti hanno il compito di verificare che tutti lavorino. Ciò permette ai cittadini di ridurre l'orario lavorativo a sei ore, mentre in tutti gli altri paesi, principalmente in Inghilterra, la maggior parte della popolazione è composta da donne, le quali solitamente non svolgono alcuna mansione, da sacerdoti, da proprietari terrieri con i loro servitori e da accattoni. I pochi che lavorano, invece, svolgono mestieri non necessari poiché là dove tutto si misura in denaro, nascono occupazioni inutili o superflue, al servizio del lusso e della superficialità.
I sifogranti sono esentati per legge dal lavoro,  ma per dare il buon esempio non esercitano questo diritto. Lo stesso privilegio lo hanno coloro che abbandonano il lavoro per dedicarsi allo studio in accordo con i sifogranti, i quali, se deludono le loro aspettative, li reintegrano tra i lavoratori. 
Per questo, rispetto agli abitanti degli altri paesi, non sono solo più organizzati, ma anche più felici.

### Rapporti sociali
Ogni famiglia risponde agli ordini del membro più anziano, il quale ha il compito di recarsi al mercato, situato al centro di ogni città, e di prendere il necessario per la propria famiglia. Vestiti, oggetti ed ogni tipologia di genere alimentare sono completamente gratuiti, ma tutti stanno ben attenti a prendere solamente il necessario, poiché non avrebbe alcun senso prendere più di quanto realmente hanno bisogno dal momento in cui possono prendere ciò che vogliono ogni volta che vogliono. 

### Schiavi
Gli utopiani, a differenza di quanto avviene in paesi come l'Inghilterra, non fanno schiavi i prigionieri di guerra che non siano stati catturati in un conflitto combattuto da loro e non ne comprano dagli altri paesi. Degli schiavi utopiani fanno parte coloro che hanno commesso un reato grave o coloro che, per un motivo analogo, sono stati condannati a morte in un altro paese. Gli schiavi sono adornati da copricapi, bracciali, collane ed orecchini d'oro: questo materiale infatti, apprezzato in altri paesi, a Utopia è sinonimo di indegnità. 
Per quanto riguarda i matrimoni, la donna può sposarsi all'età minima di diciotto anni, l'uomo a ventidue. Se un uomo e una donna vengono sorpresi in intimità prima dell'età stabilita, non possono più sposarsi se non vengono prima perdonati dal magistrato supremo: questo perché gli utopiani sono convinti che se non frenassero le libertà sessuali, pochi si unirebbero in matrimonio.
Il matrimonio, a differenza dell'Inghilterra, è un vincolo che dura fino alla morte di uno dei due coniugi e può essere sciolto solamente dal magistrato supremo in caso di adulterio. In questo caso la parte offesa riceve il permesso di risposarsi, mentre l'altra dovrà vivere nell'infamia soggetta a schiavitù. Se una parte offesa continua ad amare il compagno/a, non deve per forza rinunciare al matrimonio purché disposto/a a seguire l'altro nella schiavitù. Solitamente in questi casi è lo stesso magistrato, impietosito, a donare la libertà ad entrambi, ma in caso l'adultero ricommetta questo peccato, la punizione è la morte. Se invece avviene che entrambe le parti commettano un adulterio, è possibile divorziare e ottenere il permesso di risposarsi.
Di estrema importanza è inserire questo argomento nel contesto storico dell'Inghilterra degli inizi del Cinquecento in cui Enrico VIII, a causa degli impegni presi con la Spagna, sposò Caterina d'Aragona. Questa unione suscitò non pochi dubbi a causa del precedente matrimonio della sovrana, ma le nozze vennero celebrate ugualmente dal momento che ella giurò di non aver consumato il primo matrimonio. Dopo due tentativi non riusciti, Caterina partorì una femmina, Mary, lasciando il sovrano con un serio problema di successione poiché una donna non era ben vista come regina del popolo inglese. Nel frattempo Enrico aveva più amanti, tra le quali Maria Bolena ed Elizabeth Blount, dalle quali ebbe tre figli che per ragioni politiche e di illegittimità non poté riconoscere come propri. Quando Caterina entrò in menopausa, Enrico iniziò a corteggiare Anna Bolena e, per ragioni ereditarie, si appellò alla Santa Sede per far dichiarare nullo il precedente matrimonio con Caterina e ottenere il permesso di risposarsi. Gli accordi tra Spagna e Chiesa portarono Papa Clemente VII a non annullare il matrimonio, provocando l'ira del sovrano. Questo affronto nei confronti del re comportò la nascita della chiesa anglicana, della quale lo stesso sovrano divenne il capo, e il successivo annullamento delle nozze con Caterina; ciò costò a Enrico una scomunica del papato. Tommaso Moro non approvò l'annullamento delle nozze tra Enrico e Caterina e non appoggiò il matrimonio del re con Anna, tanto che non presenziò alle nozze, ma inviò comunque una lettera al sovrano dichiarando che avrebbe riconosciuto Anna come sua regina e si dimise dall'incarico di governo.

### Religione
Ad Utopia sono ammessi vari tipi di religione, ma la maggior parte dei saggi predilige la divinità chiamata Mitra che secondo le leggende ha creato l'intero universo e coincide con la natura. Mitra è un'antica divinità persiana, dio del sole, dell'onestà, dell'amicizia e dei contratti, famoso tra gli gnostici e probabilmente è per questa motivazione che viene nominato da Moro.
I sacerdoti non svolgono solamente il ruolo religioso, ma si occupano anche dell'educazione dei giovani, curando con attenzione l'istruzione letteraria e l'insegnamento delle buone maniere, utili al benessere della repubblica. Vi sono solamente 13 sacerdoti in ogni città; di consuetudine possono farne parte anche le donne, ma solo se vedove o in età avanzata.

### Conclusione
La conclusione dell'opera riprende la critica alla proprietà privata portata avanti da Itlodeo nel primo libro.
Utopia viene descritta come una repubblica ideale, perfetta, e l'unica che può essere chiamata repubblica, poiché mentre negli altri paesi si parla di interessi pubblici, in realtà si curano solamente gli interessi privati, mentre a Utopia, non esistendo la proprietà privata, ognuno pensa al bene comune. La proprietà privata porta come conseguenza l'avidità: dato che negli altri stati il singolo individuo non è tutelato, esso ha la necessità di provvedere all'accumulo del suo capitale per evitare di cadere in disgrazia. A Utopia, essendo tutto in comune, non vi è pericolo che a qualcuno manchi il necessario fintanto che i magazzini comuni saranno ricolmi. Ciò che non funziona negli altri paesi è l'arricchimento di pochi, oziosi, nobili che non fanno altro che circondarsi da fannulloni e non svolgono alcun tipo di mestiere, mentre i poveri lavoratori non hanno alcuna tutela nel caso si ammalino e quando, costretti dalla vecchiaia, hanno bisogno di abbandonare il loro lavoro. L'ingiustizia consiste nel fatto che lo stato premia chi vive nell'ozio e nel lusso, anziché chi lavora per il benessere dello stato o della stessa comunità.
Di uguale importanza è la critica di Moro riguardante le leggi negli altri paesi, giudicate troppo numerose e inutili, tant'è che non permettono ai singoli cittadini di poterle leggere o di comprenderle del tutto. Il benessere dello stato dipende per la maggior parte dai costumi dei magistrati, poiché se incombono corruzione e lusso, essi potrebbero essere facilmente corrotti dal denaro o da altri beni materiali, dunque la giustizia verrebbe meno.

## Influenza culturale
Anton Francesco Doni, che aveva tradotto e pubblicato l'opera di Moro in italiano nel 1548, alcuni anni dopo (1552-1553) pubblicò un proprio romanzo utopico, I mondi, ispirandosi a Utopia.
Il videogioco Metaphor: ReFantazio trae ispirazione da Utopia, riprendendone nomi (come More, mentore e amico del protagonista, e Hythlodaeus, re della nazione nella quale avvengono gli eventi del videogioco) e temi (l'idea di nazione perfetta). 

## Edizioni italiane
- Traduzione italiana dell'Utopia di Tommaso Moro ad opera di Ortensio Lando – pubblicata a Venezia nel 1548 da Anton Francesco Doni
- (EN)  testo completo dell'Utopia di Tommaso Moro Archiviato il 10 novembre 2004 in Internet Archive. dal Progetto Gutenberg
- L'Utopia o la migliore forma di repubblica, Saggio introduttivo, trad. e cura di Tommaso Fiore, Biblioteca di Cultura Moderna n.575, Bari, Laterza, 1942; Piccola biblioteca filosofica n.51, Laterza, 1970; Prefazione e cura di Margherita Isnardi Parente, Collana Universale n.585, Laterza, 1981; Milano, Club degli Editori, 1987; Collana Economica, Laterza, 1993.
- L'Utopia, traduzione di Roberto Bartolozzi, Prefazione di Alberto Savinio, Collana degli Utopisti,a cura di Enrico Falqui e Alberto Savinio n.5, Roma, Colombo Editore, gennaio 1945. - Sesto San Giovanni (Milano), Iduna, 2022, ISBN 979-12-806-1129-1.
- Utopia, trad. di G. Rulli, Introduzione di E. Albino, Roma, Signorelli Editore, 1952.
- Utopia, a cura di Luigi Firpo, trad. del I libro di L. Firpo e del II libro di Ortensio Lando, Torino, Strenna UTET, 1971; testo latino a fronte e versione integrale tradotta da L. Firpo, Vicenza, Neri Pozza, 1978; Collana Saggi n.8, Napoli, Guida, 1981-2000, ISBN 978-88-718-8386-1.
- Utopia. De Optimo Rei Publicae Statu, trad. di Domenico Magnino, Biblioteca dell'utopia n.2, Milano, Silvio Berlusconi Editore, 1991, 1994; Milano, Luni Editrice, 2021, ISBN 978-88-798-4738-4.
- Utopia, trad. e cura di Franco Cuomo, Roma, Newton Compton, 1994.
- Utopia, trad. e presentazione di Davide Sala, Collana Acquarelli Saggi n.86, Bussolengo, Demetra, 1995, ISBN 978-88-712-2728-3; Firenze, Giunti Demetra, 2000; Introduzione di Danilo Breschi, Demetra, 2018.
- L'Utopia, a cura di Massimo Baldini, trad. solo del II libro di O. Lando, Collezione Classici di Filosofia, Armando Editore, 1996-2005, ISBN 978-88-714-4567-0.
- Utopia, trad., Introduzione e note di G. Zuannazzi, Brescia, La Scuola, 1998.
- Utopia, trad. di J.A. Teiera, Collana Highlander, Massa, Edizioni Clandestine, 2003, ISBN 978-88-878-9967-2.
- L'Utopia, trad. di Maria Lia Guardini, testi di Riccardo Dal Ferro e Francesco Ghia (curatore), Collana La piccola biblioteca, Trento, Il Margine, 2015-2021, ISBN 978-88-608-9170-9.
- Utopia, trad. di Ugo Dotti, Collana UEF. I Classici n.226, Milano, Feltrinelli, 2017, ISBN 978-88-079-0226-0.
- Utopia, Introduzione di Roberto Mordacci, trad. e Apparati di Luca Girardi, Biblioteca di filosofia della storia, Milano, Mimesis, 2021, ISBN 978-88-575-6406-7.
- Utopia, trad. di Roberto Bartolozzi, quattro scritti di Ursula Le Guin, Introduzione di China Miéville, Palermo, Timeo, 2023, ISBN 979-12-812-2700-2.